# 洪玉珩
洪玉珩（？—？），字善甫，號雲洲，贵州大方人，清朝政治人物，同進士出身。

## 生平
道光十三年（1833年）癸巳科進士，三甲八十八名，道光十四年（1834年），接替彭靖，署任江蘇荆溪縣知縣，數年後又接替韓倬章任华亭县知縣。后官江蘇徐州府知府。